# 拉脱维亚独立日
拉脱维亚共和国独立日（或譯宣布日）为每年的11月18日。1918年11月18日，拉脱维亚人民委员会宣布拉脱维亚脫離俄羅斯帝國独立，該日因此成為拉脱维亚獨立周年纪念日。

## 活動

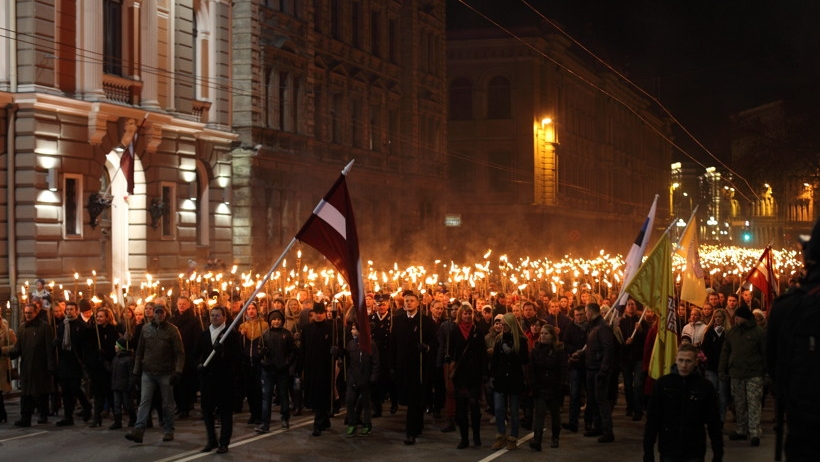
里加的火炬遊行

全國各地會舉行音樂會和煙火晚會等活動慶祝獨立日。1920年代以來，各式組織舉辦的火炬遊行也成為獨立日和拉普拉辛日（紀念為拉脫維亞獨立而戰的士兵）的一部分，由右翼政黨民族聯盟於首都里加舉辦的火炬活動規模最大，每年吸引數量龐大的遊客前往。遊行路線傳統上以首任總理卡爾利斯·烏爾馬尼斯紀念碑為起點，穿越市中心的街道，終於自由紀念碑。此外，2009年建立一項慣例，邀請全球人士於同一時間（歐洲東部時間 21:00）齊唱拉脫維亞國歌《上帝保祐拉脫維亞》。

### 閱兵

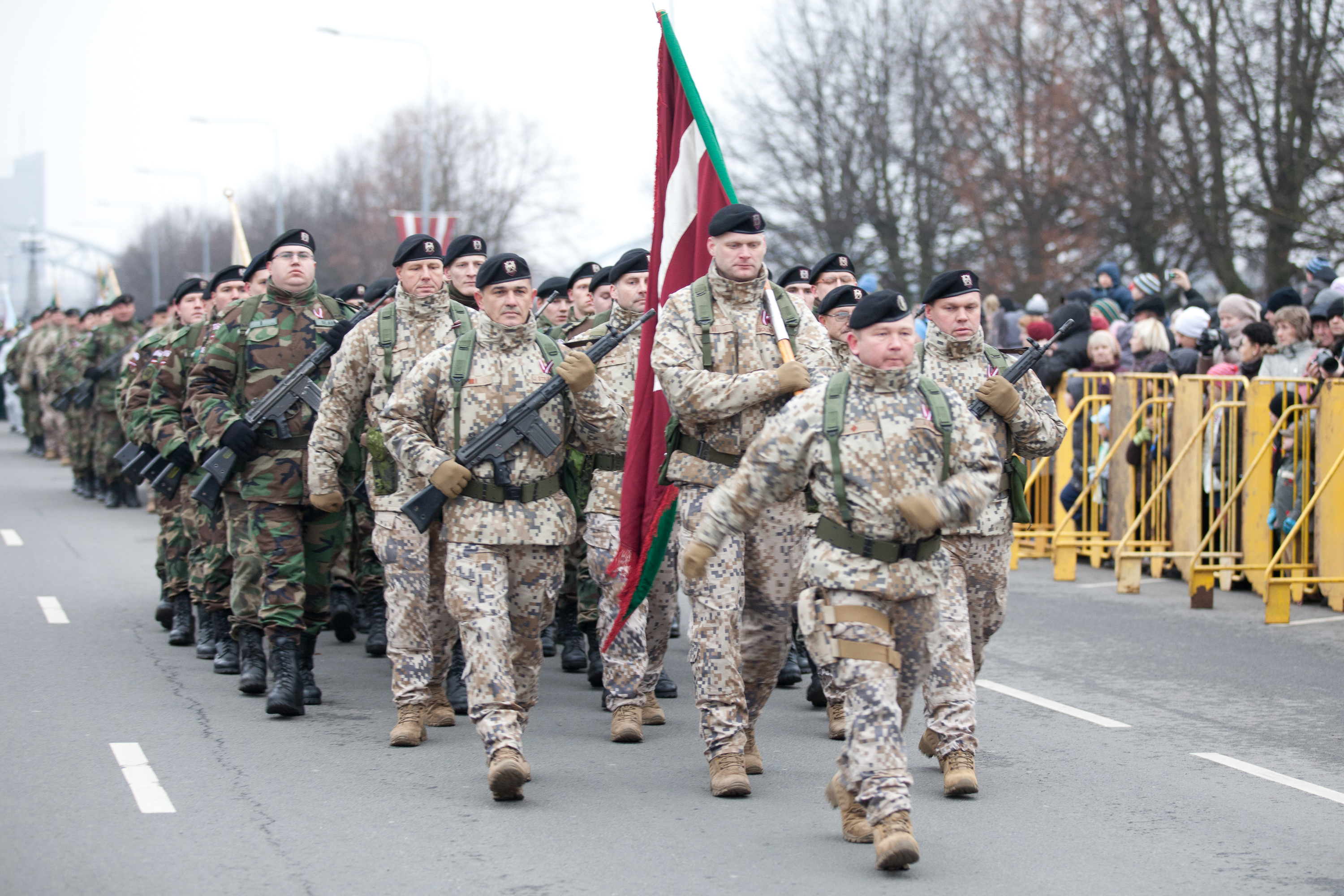
拉脫維亞武裝部隊於11月11日路堤進行閱兵儀式（攝於2012年）

另一歷史悠久的傳統是拉脫維亞國家武裝部隊的閱兵儀式，於1998年開始在里加的11月11日路堤舉行。該國恢復獨立後，國家武裝部隊的首次閱兵於1993年在自由紀念碑舉行，紀念拉脫維亞建國75周年，電視台亦為此次閱兵進行轉播。
1998年，國家閱兵典禮移往11月11日路堤舉行，更改地點的原因為自由紀念碑附近的空間有限且過於狹小，無法容納武裝部隊所有的編制單位和展示重型武器和軍事裝備。為紀念該國建立80周年，國防部和內政部的武裝部隊和波羅的海營地的一個連隊、停泊於路堤對岸道加瓦河上的海軍艦隊和五個旅的國民警衛隊皆參與該次閱兵，典禮由陸軍機動步兵旅砲兵師使用100毫米反坦克炮拉響21次禮炮為開端，以卡茲丹加農業技術學校的青年警衛隊作為閉幕式單位遊行。自拉脫維亞於2004年加入北大西洋公約組織後，北約盟國也會派遣部隊參與閱兵。

## 外部連結
- Mārtiņš Ķibilds. . Atslēgas. 拉脫維亞公共廣播（英语：Public Broadcasting of Latvia）. 2018-11-18  [2022-02-06]. （原始内容存档于2021-02-26） （英语）.
- . Youtube.   [2022-02-06]. （原始内容存档于2021-10-11）.（1999年的閱兵典禮）